# 吉川祐輝

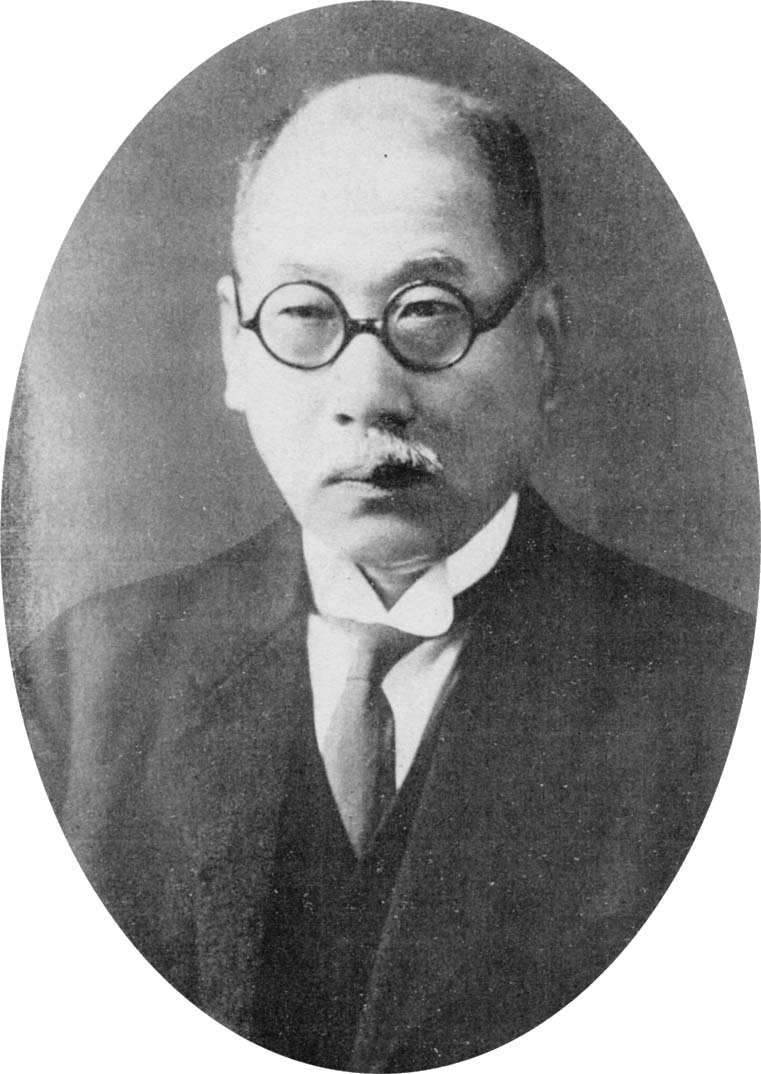
吉川祐輝

吉川 祐輝（きっかわ すけてる、1868年9月24日（慶応4年8月9日） - 1945年（昭和20年）2月26日）は、日本の農学者。農学博士。族籍は東京府士族。

## 経歴
伊予国松山（愛媛県松山市）出身。吉川祐之の長男。1892年（明治25年）、帝国大学農科大学を卒業。翌年から農事試験場技師を務めた。1901年（明治34年）、東京帝国大学農科大学助教授となり、1904年（明治37年）からは東京農業高等学校（現在の東京農業大学）講師を兼ねた。
1903年（明治36年）に清・韓国へ、1907年（明治40年）にイギリス領セイロン・フランス領インドシナへ派遣された。1909年（明治42年）にイギリス・ドイツ・アメリカ合衆国に留学。翌年、帰国とともに東京帝国大学教授に就任した。
1913年（大正2年）、農学博士の学位を得、1925年（大正14年）には帝国学士院会員に選ばれた。1927年（昭和2年）に退官し、名誉教授の称号を受けた。また同年より東京農業大学学長を務めた。
その他、大日本農会副会頭を務めた。

## 家族・親族
吉川家
- 父・祐之[3]
- 母・キワ（1850年 - ?、愛媛士族、池田伴寛の二女）[3]
- 妻・ナツ（1879年 - ?、愛媛士族、宇高正郎の長女）[3]

## 著書
- 『韓国農業経営論』（大日本農会、1904年）
- 『食用作物各論』（成美堂、1908年）
- 『工芸作物各論 第1巻』（成美堂、1919年）
- 『工芸作物各論 第2巻』（成美堂、1927年）